# Blanco (Texas)
Blanco é uma cidade localizada no estado norte-americano do Texas, no Condado de Blanco.

## Demografia
Segundo o censo norte-americano de 2000, a sua população era de 1505 habitantes. 
Em 2006, foi estimada uma população de 1624, um aumento de 119 (7.9%).

## Geografia
De acordo com o United States Census Bureau tem uma área de 
4,4 km², dos quais 4,3 km² cobertos por terra e 0,1 km² cobertos por água. Blanco localiza-se a aproximadamente 405 m acima do nível do mar.

## Localidades na vizinhança
O diagrama seguinte representa as localidades num raio de 36 km ao redor de Blanco. 